# Steve Namat
Steve Namat, właściwie Istvan Nemeth, oryg. węg. pisownia Németh István (ur. 22 września 1983 w Segedynie) – węgierski kulturysta. Został najmłodszym członkiem federacji IFBB (International Federation of BodyBuilders).

## Życiorys
Treningi siłowe rozpoczął w 1999 roku. Trzy lata później (2002) wziął udział w pierwszych zawodach kulturystycznych. 
Jego kariera rozpoczęła się w 2006 roku, kiedy wystąpił w amatorskim turnieju "Border States Classic" (Border States Classic - NPC), gdzie zwyciężył wśród zawodników o  półciężkiej masie ciała. To zwycięstwo przyniosło sportowcowi kartę zawodowego kulturysty IFBBa. 
W roku 2007 znalazł się na okładce lutowego wydania magazynu IronMan. 
Próbował swoich sił w Mistrzostwach Montrealu (IFBB), gdzie skończył na 12. miejscu i Santa Susanna Pro (IFBB), gdzie zajął zaledwie 15. miejsce. 

## Osiągnięcia w kulturystyce
| Rok   | Konkurencja                       | Wysokość / Waga klasyfikacja | Miejsce             |
| ----- | --------------------------------- | ---------------------------- | ------------------- |
| 2006  | Border States Classic – NPC       |                              | całkowity zwycięzca |
| 2006  | Border States Classic – NPC       | półciężka                    | 1.                  |
| 2007  | Montreal Pro Championships – IFBB |                              | 12.                 |
| 2007  | Santa Susanna Pro – IFBB –        |                              | 15.                 |
| 2008  | Europa Supershow – IFBB           | lekka                        | 11.                 |
| 2008  | Europa Supershow – IFBB           | otwarta                      | 15.                 |
| 2008  | Tampa Bay Pro – IFBB              | otwarta                      | poza czołówką       |
| 2008  | Tampa Bay Pro – IFBB              | lekka                        | 6.                  |
| 2009  | Jacksonville Pro – IFBB           | lekka                        | 5.                  |
| 2009  | Tampa Bay Pro – IFBB              | lekka                        | 4.                  |
| 2010: | Jacksonville Pro – IFBB           | lekka                        | 5.                  |
| 2010: | Mr. Olympia – IFBB                | lekka                        | 15.                 |